# Yacksel Ríos
Pour les articles homonymes, voir Rios.
Yacksel Ríos Melendez (né le 27 juin 1993 à Caguas, Porto Rico) est un lanceur droitier des White Sox de Chicago de la Ligue majeure de baseball.

## Carrière
Yacksel Ríos est choisi par les Phillies de Philadelphie au 12e tour de sélection du repêchage amateur de 2011.
Il fait ses débuts dans le baseball majeur avec Philadelphie comme lanceur de relève le 22 août 2017.